# Prosopocera insularis
Prosopocera insularis är en skalbaggsart som beskrevs av Stefan von Breuning 1936. Prosopocera insularis ingår i släktet Prosopocera och familjen långhorningar.
Artens utbredningsområde är São Tomé. Inga underarter finns listade i Catalogue of Life.